# ماتیا گالن
ماتیا گالن (انگلیسی: Mattia Gallon؛ زادهٔ ۳۰ مهٔ ۱۹۹۲) بازیکن فوتبال اهل ایتالیا است.
از باشگاه‌هایی که در آن بازی کرده‌است می‌توان به باشگاه فوتبال کالیاری و البیا کالچو ۱۹۰۵ اشاره کرد.
وی همچنین در تیم ملی فوتبال زیر ۱۸ سال ایتالیا بازی کرده‌است.